# Zaccaria (nome)
Zaccaria  è un nome proprio di persona italiano maschile.

## Varianti in altre lingue
- Antico slavo ecclesiastico: Захарїа (Zacharia)[1]
- Arabo: زكريا (Zakariyya)
- Bulgaro: Захари (Zahari)[2]
  - Femminili: Захарина (Zaharina)[3]
  - Diminutivi femminili: Зара (Zara)[3], Захаринка (Zaharinka)[3]
- Ceco: Zachariáš
- Ebraico:  זְכַרְיָה (Zekharyah, Zechariah)[2]
- Esperanto: Zeĥarja
- Finlandese: Sakari[2]
  - Ipocoristici: Saku[4], Sakke[5]
- Francese: Zacharie[2]
- Greco biblico: Ζαχαριας (Zacharias)[2]
- Inglese: Zechariah[2], Zachariah[6], Zachary[7], Zachery[7], Zackary[7], Zackery[7], Zacharias
  - Ipocoristici: Zak[7], Zack[7], Zach[7], Zac[7]

- islandese: Zakaría, Zakarías, Sakarías
- Latino: Zaccharias[8]
- Macedone:
  - Femminili: Захарина (Zaharina)[3]
  - Alterati femminili: Захаринка (Zaharinka)[3]
- Polacco: Zachariasz[2]
- Portoghese: Zacarias
- Russo: Захар (Zachar)[2]
- Scozzese: Sachairi[2]
- Spagnolo: Zacarías[2]
- Svedese: Sakarias
- Tedesco: Zacharias, Sacharja
- Ungherese: Zakariás

## Origine e diffusione

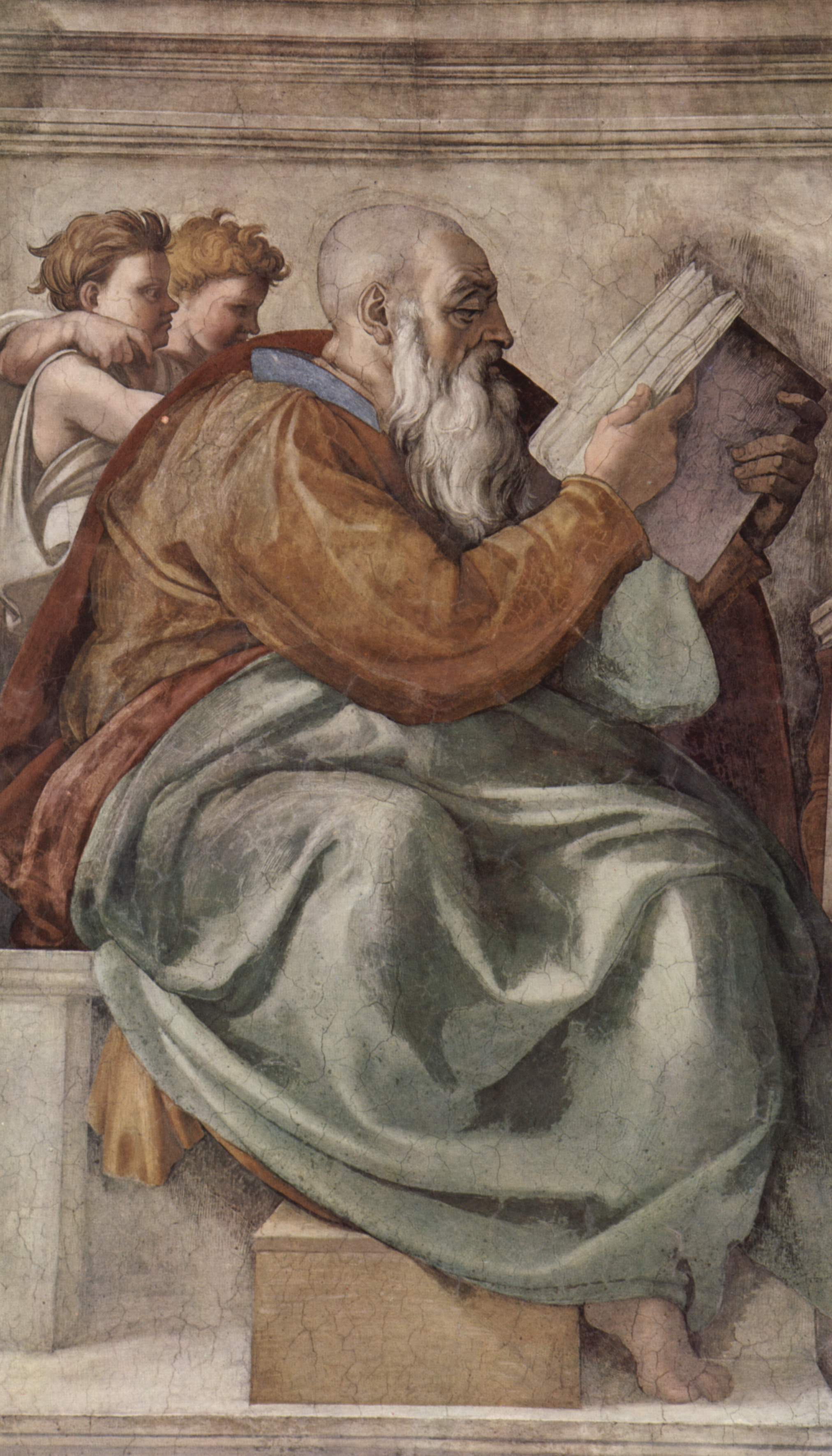
Il profeta Zaccaria dipinto da Michelangelo nella volta della Cappella Sistina

Deriva dall'antico nome ebraico זְכַרְיָה (Zekharyah), che significa "Yahweh ricorda" o "memoria di Dio", essendo formato da zachar, "ricordare", e YHWH.
Il nome è portato da diversi personaggi della Bibbia, fra cui il profeta Zaccaria, autore dell'omonimo libro, ed è presente anche nel Vangelo cristiano, portato ad esempio dal padre di Giovanni Battista. In inglese, il nome è comune fin dalla Riforma protestante, più comunemente nella forma Zachary. Quest'ultima è utilizzata sin dal Medioevo, ma solo con la Riforma acquisì una certa diffusione.
Il nome femminile Zara, che ha diverse etimologie, può anche essere un diminutivo bulgaro femminile di questo nome.

## Onomastico
L'onomastico viene festeggiato il 15 marzo in ricordo del santo papa Zaccaria. Altri santi con questo nome includono:
- 21 gennaio, san Zaccaria del Mercurion[11]
- 3 maggio, beato Zaccaria, francescano[12]
- 26 maggio, san Zaccaria, vescovo e martire a Vienne[9]
- 10 giugno, san Zaccaria, martire a Nicomedia[9][13]
- 5 luglio, san Zaccaria, fondatore dei barnabiti[9]
- 27 luglio, beato Zaccaria Abadia Buesa, religioso e martire con altri compagni a Barcellona[14]
- 6 settembre, san Zaccaria, penultimo dei profeti minori d'Israele[9]
- 23 settembre o 5 novembre, san Zaccaria, padre di Giovanni Battista, ricordato assieme alla moglie sant'Elisabetta[9][15]
- 17 novembre, san Zaccheo, patrono dei calzolai[9][16]

## Persone

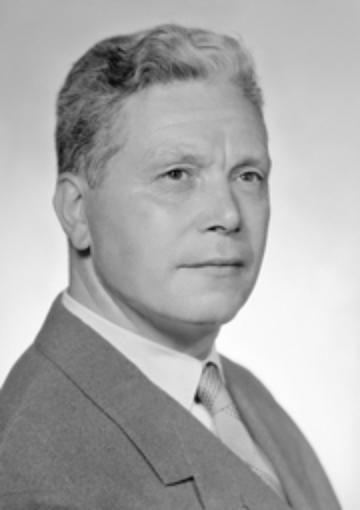
Zaccaria Negroni

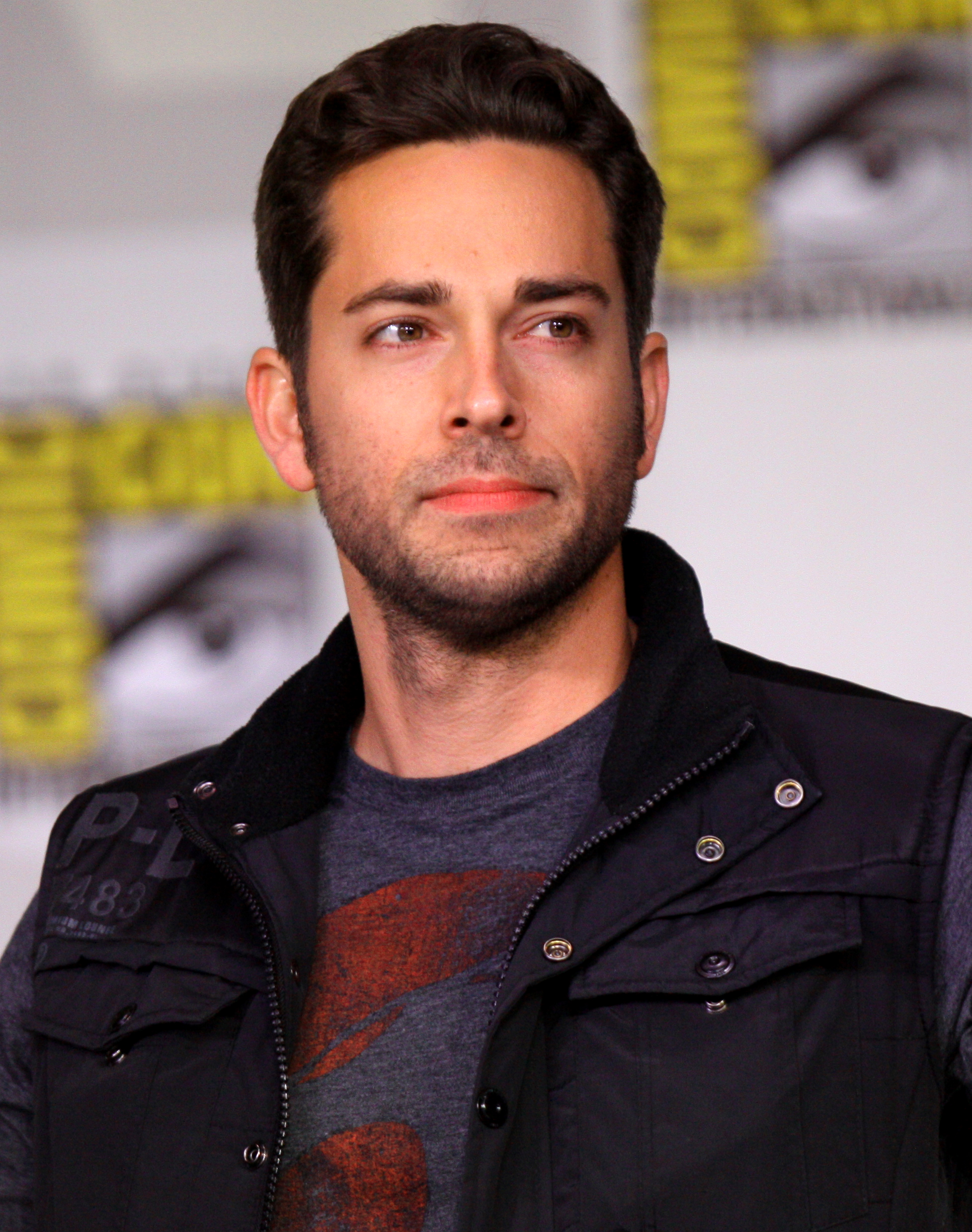
Zachary Levi

- Zaccaria di Vienne, arcivescovo e santo francese
- Zaccaria Boverio, religioso, storico e scrittore italiano
- Zaccaria Bricito, arcivescovo cattolico italiano
- Zaccaria Cometti, calciatore italiano
- Zaccaria Dolfin, cardinale, vescovo cattolico e diplomatico italiano
- Zaccaria Fiorini, predicatore italiano
- Zaccaria Mouhib, rapper italiano
- Zaccaria Negroni, politico italiano
- Zaccaria Scolastico, religioso e storico bizantino
- Zaccaria Seriman, scrittore, poeta e librettista italiano
- Zaccaria Treves, medico italiano
- Zaccaria Ursino, teologo e predicatore tedesco

### Variante Zacharie
- Zacharie Astruc, scultore, pittore, musicista, critico d'arte e poeta francese
- Zacharie Cloutier, operaio francese
- Zacharie Noah, calciatore camerunese

### Variante Zachary
- Zachary Ansley, attore canadese
- Zachary Bennett, attore canadese
- Zachary Garred, attore australiano

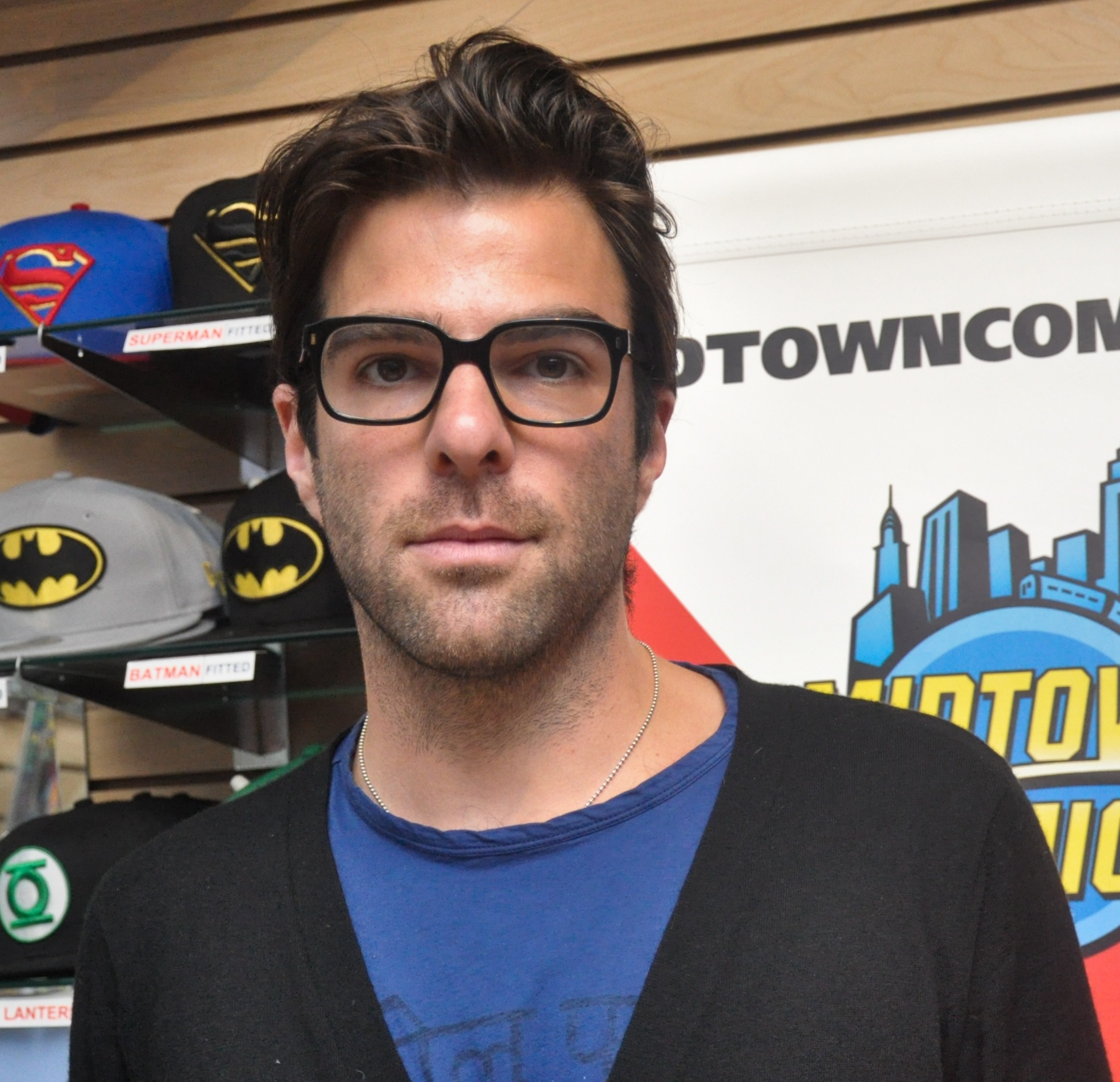
Zachary Quinto

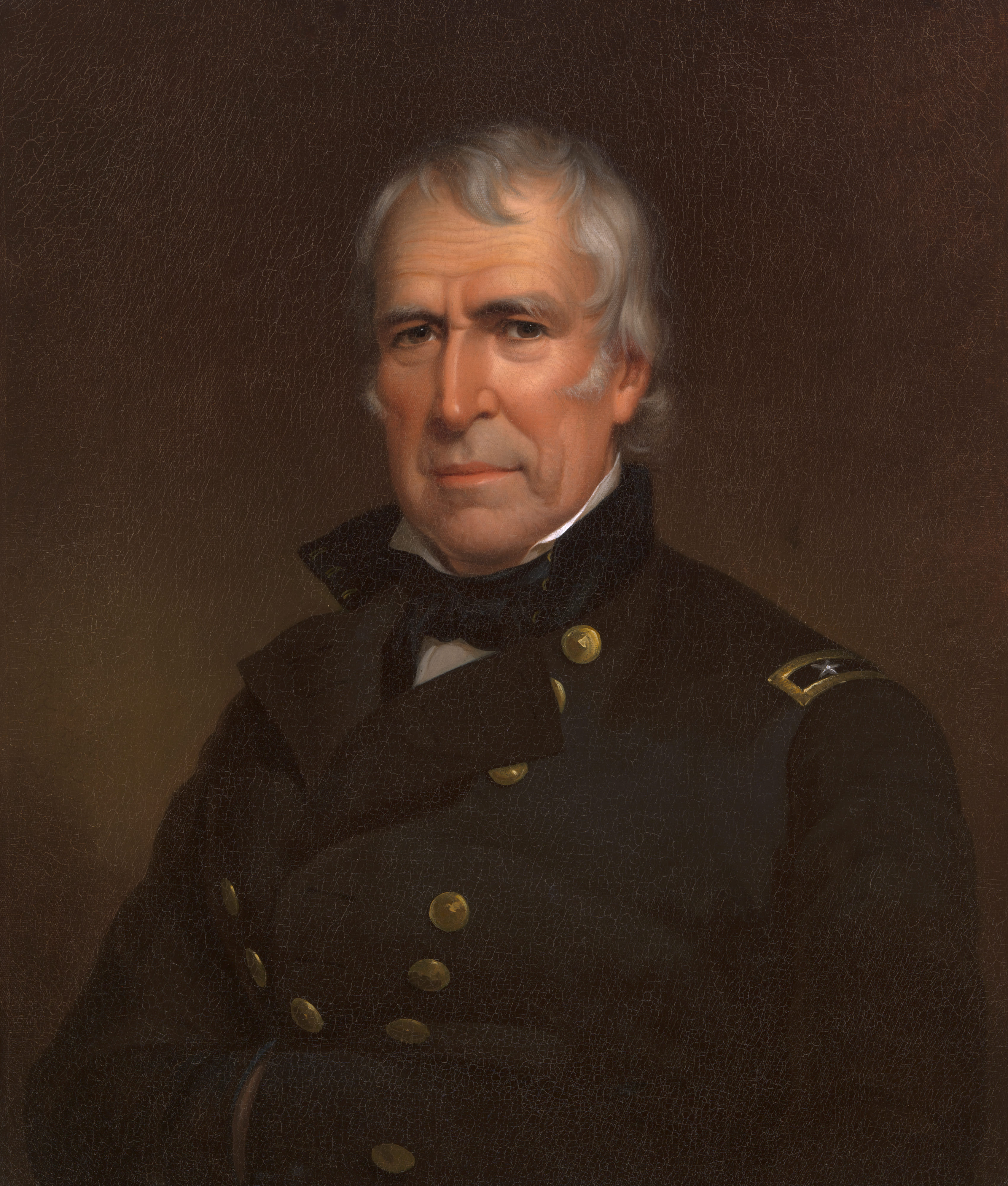
Zachary Taylor

- Zachary Gordon, attore statunitense
- Zachary Hietala, chitarrista finlandese
- Zachary Knighton, attore statunitense
- Zachary Levi, attore, cantante e regista statunitense
- Zachary Quinto, attore e produttore cinematografico statunitense
- Zachary Scott, attore statunitense
- Zachary Smith, chitarrista e cantautore statunitense
- Zachary Stevens, cantante statunitense
- Zachary Stone, snowboarder canadese
- Zachary Svajda, tennista statunitense
- Zachary Taylor, politico statunitense
- Zachary Williams, attore statunitense
- Zachary Zorn, nuotatore statunitense

### Variante Zac

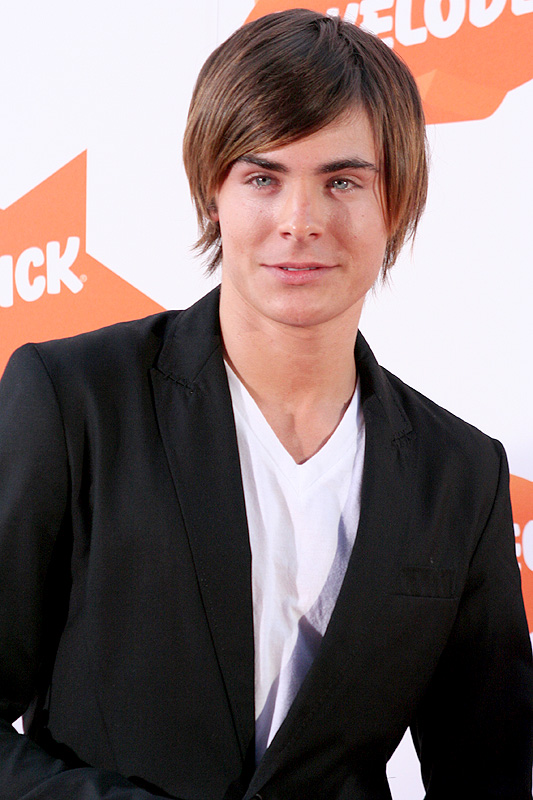
Zac Efron

- Zac Efron, attore, cantante e ballerino statunitense
- Zac Farro, batterista statunitense
- Zac Posen, stilista statunitense
- Zac Purchase, canottiere britannico

### Variante Zach

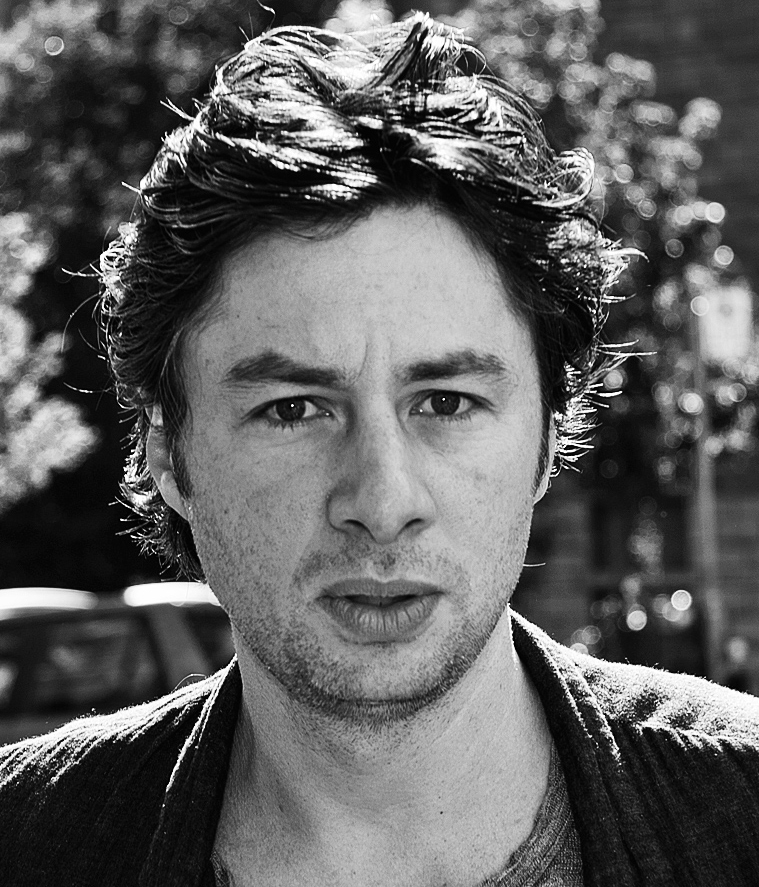
Zach Braff

- Zach Blair, chitarrista statunitense
- Zach Braff, attore, regista, sceneggiatore, produttore televisivo e cinematografico statunitense
- Zach Edey, cestista canadese
- Zach Ertz, giocatore di football americano statunitense
- Zach Galifianakis, attore e comico statunitense
- Zach Galligan, attore statunitense
- Zach Gilford, attore statunitense
- Zach Gowen, wrestler statunitense
- Zach Grenier, attore statunitense
- Zach Johnson, golfista statunitense
- Zach Loyd, calciatore statunitense
- Zach Miller, giocatore di football americano statunitense
- Zach Parise, hockeista su ghiaccio statunitense
- Zach Randolph, cestista statunitense
- Zach Roerig, attore statunitense
- Zach Thomas, giocatore di football americano statunitense
- Zach Wells, calciatore statunitense

### Variante Zack
- Zack Conroy, attore statunitense

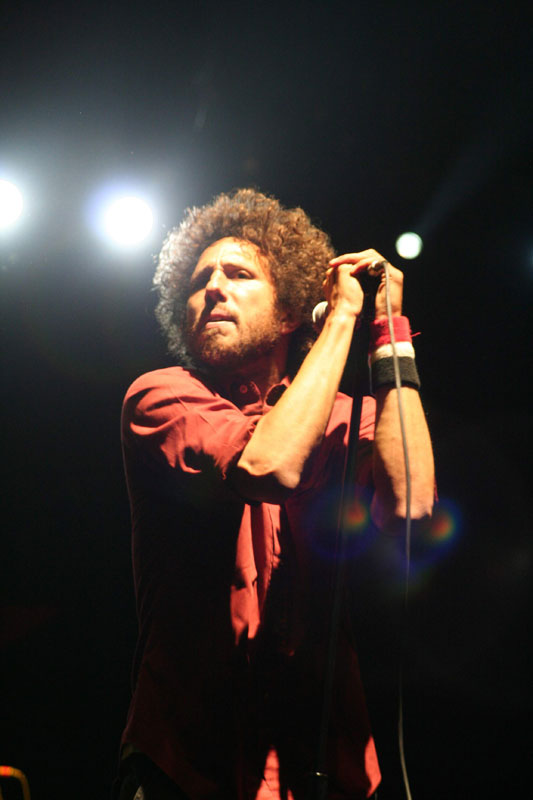
Zack De La Rocha

- Zack De La Rocha, rapper statunitense
- Zack Hemsey, compositore e musicista statunitense
- Zack Snyder, regista statunitense
- Zack Ward, attore canadese
- Zack Wright, cestista statunitense

### Variante Zak
- Zak Bagans, regista, scrittore, produttore e conduttore televisivo statunitense
- Zak Penn, sceneggiatore e regista statunitense
- Zak Spears, pornoattore statunitense
- Zak Starkey, batterista britannico
- Zak Whitbread, calciatore statunitense

### Altre varianti

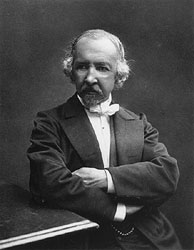
Zacharias Topelius

- Zakaria Alaoui, calciatore marocchino
- Zachery Ty Bryan, attore statunitense
- Zacarías González Velázquez, pittore spagnolo
- Zakaria Labyad, calciatore olandese
- Sakari Mattila, calciatore finlandese
- Zahari Mednikarov, musicista bulgaro
- Zakariyya Muhyi al-Din, politico egiziano
- Zakariyya Musawi, terrorista francese
- Zachar Pašutin, cestista russo
- Zahari Sirakov, calciatore bulgaro
- Zecharia Sitchin, scrittore azero naturalizzato statunitense
- Zacharias Topelius, scrittore finlandese
- Sakari Tuomioja, politico finlandese
- Zacky Vengeance, chitarrista statunitense
- Zacharias Werner, poeta, drammaturgo e predicatore tedesco

## Il nome nelle arti
- Zack Fair è un personaggio della serie videoludica Final Fantasy VII.
- Zack Martin è un personaggio della serie televisiva Zack e Cody al Grand Hotel.
- Zak McKracken è un personaggio dell'avventura grafica Zak McKracken and the Alien Mindbenders.
- Zack Morris è un personaggio della serie televisiva Bayside School.
- Zacharias Smith è un personaggio della serie Harry Potter, creata da J. K. Rowling.
- Zach Stevens è un personaggio della serie televisiva The O.C..
- Zach van Gerbig è un personaggio della serie televisiva Una mamma per amica.
- Zach Young è un personaggio della serie televisiva Desperate Housewives.
- Zachary Zatara è un personaggio dei fumetti DC Comics.